# گراند کانیون وست (آریزونا)
گراند کانیون وست (به انگلیسی: Grand Canyon West) یک منطقهٔ مسکونی در ایالات متحده آمریکا است که در آریزونا واقع شده‌است. گراند کانیون وست ۴۵٫۵۹ کیلومتر مربع مساحت و ۲ نفر جمعیت دارد و ۱٬۴۴۴ متر بالاتر از سطح دریا واقع شده‌است.